# Texcalyacac
Texcalyacac är en kommun i Mexiko.   Den ligger i delstaten Mexiko, i den sydöstra delen av landet, 50 km sydväst om huvudstaden Mexico City. Antalet invånare är 4 514.
Följande samhällen finns i Texcalyacac:
- San Mateo Texcalyacac
- Barrio Mexicapan